# Premi August

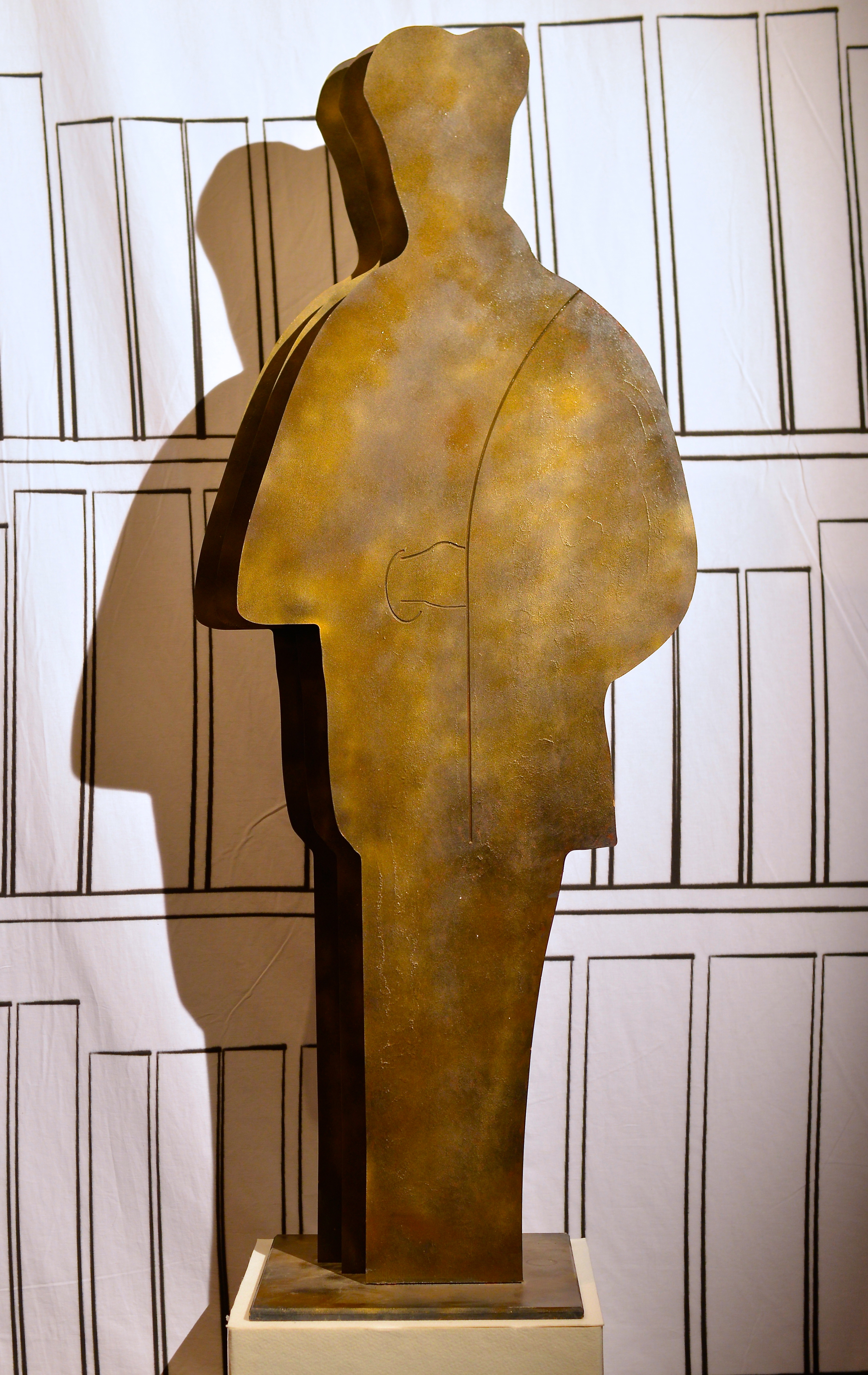
Escultura que s'entrega als guardonats del Premi August.

El Premi August (en suec Augustpriset) és un premi literari a obres publicades que s'entrega anualment des de 1989 per part de l'Associació Sueca d'Editors. Durant els primers tres anys, només hi va haver una categoria general, però des de 1992, es van establir noves categories: ficció, no ficció i literatura infantil i juvenil. El nom del premi prové de l'escriptor August Strindberg.
Tots els editors suecs poden presentar nominats al premi. Per a cada categoria, un jurat escull sis títols que són els finalistes. Després, hi ha una votació en una assemblea composta per 63 electors, 21 per categoria. Els electors provenen de tot el país i comprenen llibreters, bibliotecaris i crítics literaris. Les obres que reben un nombre més gran de vots, reben el premi.
Els premis són entregats al Berwaldhallen d'Estocolm. Els guanyadors reben 100.000 corones sueques i una escultura de bronze que va dissenyar l'artista Michael Fare.

## Guardonats

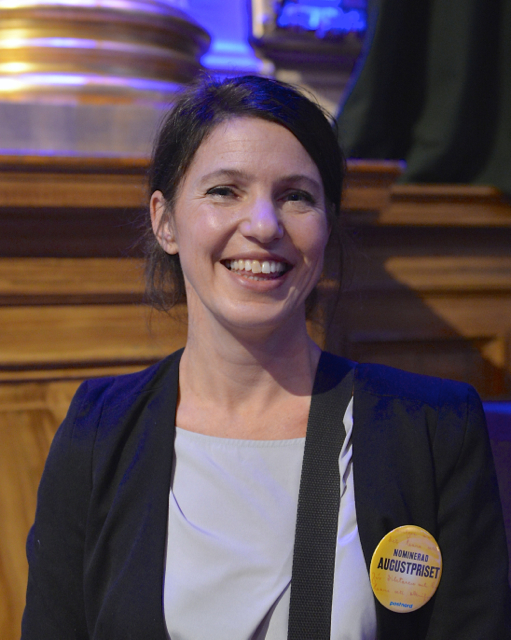
Kristina Sandberg, guanyadora el 2014.

| Any  | Literatura de ficció                                       | Literatura de no-ficció                                                                                                   | Literatura infantil i juvenil                                                      |
| ---- | ---------------------------------------------------------- | --- | ---------------------------------------------------------------------------------- |
| 2020 | Lydia Sandgren Samlade verk                                | Elin Anna Labba Herrarna satte oss hit:om tvångsförflyttningarna i Sverige                                                | Kristina Sigunsdotter i Ester Eriksson Humlan Hanssons hemligheter                 |
| 2019 | Marit Kapla Osebol                                         | Patrik Svensson Ålevangeliet. Berättelsen om världens mest gåtfulla fisk                                                  | Oskar Kroon Vänta på vind                                                          |
| 2018 | Linnea Axelsson Ædnan                                      | Magnus Västerbro Svälten: hungeråren som formade Sverige                                                                  | Emma Adbåge Gropen                                                                 |
| 2017 | Johannes Anyuru De kommer att drunkna i sina mödrars tårar | Fatima Bremmer Ett jävla solsken: En biografi om Ester Blenda Nordström                                                   | Sara Lundberg Fågeln i mig flyger vart den vill                                    |
| 2016 | Lina Wolff De polyglotta älskarna                          | Nina Burton Gutenberggalaxens nova. En essäberättelse om Erasmus av Rotterdam, humanismen och 1500-talets medierevolution | Ann-Helén Laestadius Tio över ett                                                  |
| 2015 | Jonas Hassen Khemiri Allt jag inte minns                   | Karin Bojs Min europeiska familj                                                                                          | Jessica Schiefauer När hundarna kommer                                             |
| 2014 | Kristina Sandberg Liv till varje pris                      | Lars Lerin Naturlära | Jakob Wegelius Mördarens apa                                                       |
| 2013 | Lena Andersson Egenmäktigt förfarande - en roman om kärlek | Bea Uusma Expeditionen. Min kärlekshistoria                                                                               | Ellen Karlsson i Eva Lindström Snöret, fågeln och jag                              |
| 2012 | Göran Rosenberg Ett kort uppehåll på vägen från Auschwitz  | Ingrid Carlberg „Det står ett rum här och väntar på dig...”: berättelsen om Raul Wallenberg                               | Nina Ulmaja ABC å allt om D                                                        |
| 2011 | Tomas Bannerhed Korparna                                   | Elisabeth Åsbrink Och i Wienerwald står träden kvar                                                                       | Jessica Schiefauer Pojkarna                                                        |
| 2010 | Sigrid Combüchen Spill. En damroman                        | Yvonne Hirdman Den röda grevinnan                                                                                         | Jenny Jägerfeld Här ligger jag och blöder                                          |
| 2009 | Steve Sem-Sandberg De fattiga i Łódź                       | Brutus Östling i Susanne Åkesson Att överleva dagen                                                                       | Ylva Karlsson, Katarina Kuick, Sara Lundberg i Lilian Bäckman Skriv om och om igen |
| 2008 | Per Olov Enquist Ett annat liv                             | Paul Duncan i Bengt Wanselius Regi Bergman                                                                                | Jakob Wegelius Legenden om Sally Jones                                             |
| 2007 | Carl-Henning Wijkmark Stundande natten                     | Bengt Jangfeldt Med livet som insats                                                                                      | Sven Nordqvist Var är min syster?                                                  |
| 2006 | Susanna Alakoski Svinalängorna                             | Cecilia Lindqvist Qin | Per Nilsson Svenne                                                                 |
| 2005 | Monika Fagerholm Den amerikanska flickan                   | Lena Einhorn Ninas resa                                                                                                   | Bo R. Holmberg i Katarina Strömgård Eddie Bolander & jag                           |
| 2004 | Bengt Ohlsson Gregorius                                    | Sverker Sörlin Världens ordning och Mörkret i människan, Europas idéhistoria                                              | Katarina Kieri Dansar Elias? Nej!                                                  |
| 2003 | Kerstin Ekman Skraplotter                                  | Nils Uddenberg Idéer om livet                                                                                             | Johanna Thydell I taket lyser stjärnorna                                           |
| 2002 | Carl-Johan Vallgren Den vidunderliga kärlekens historia    | Lars-Olof Larsson Gustav Vasa – landsfader eller tyrann?                                                                  | Ulf Nilsson i Anna-Clara Tidholm Adjö, herr Muffin                                 |
| 2001 | Torbjörn Flygt Underdog                                    | Hans Hammarskiöld, Anita Theorell i Per Wästberg Minnets stigar                                                           | Sara Kadefors Sandor slash Ida                                                     |
| 2000 | Mikael Niemi Populärmusik från Vittula                     | Dick Harrison Stora döden                                                                                                 | Pija Lindenbaum Gittan och gråvargarna                                             |
| 1999 | Per Olov Enquist Livläkarens besök                         | Jan Svartvik Engelska – öspråk, världsspråk, trendspråk                                                                   | Stefan Casta Spelar död                                                            |
| 1998 | Göran Tunström Berömda män som varit i Sunne               | Bengt Jangfeldt Svenska vägar till S:t Petersburg                                                                         | Henning Mankell Resan till världens ände                                           |
| 1997 | Majgull Axelsson Aprilhäxan                                | Sven-Eric Liedman I skuggan av framtiden                                                                                  | Annika Thor Sanning eller konsekvens                                               |
| 1996 | Tomas Tranströmer Sorgegondolen                            | Maja Hagerman Spåren av kungens män                                                                                       | Ulf Stark i Anna Höglund (ilustracje) Min syster är en ängel                       |
| 1995 | Torgny Lindgren Hummelhonung                               | Maria Flinck Tusen år i trädgården. Från sörmländska herrgårdar och bakgårdar                                             | Rose Lagercrantz Flickan som inte ville kyssas                                     |
| 1994 | Björn Ranelid Synden                                       | Leif Jonsson i in. Musiken i Sverige I-IV                                                                                 | Ulf Nilsson Mästaren och de fyra skrivarna                                         |
| 1993 | Kerstin Ekman Händelser vid vatten                         | Peter Englund Ofredsår | Mats Wahl Vinterviken                                                              |
| 1992 | Niklas Rådström Medan tiden tänker på annat                | Gunnar Broberg i in. Gyllene äpplen                                                                                       | Peter Pohl i Kinna Gieth Jag saknar dig, jag saknar dig!                           |
| 1991 | Sven Delblanc Livets Ax                                    | – | –                                                                                  |
| 1990 | Lars Ahlin De sotarna! De sotarna!                         | – | –                                                                                  |
| 1989 | Cecilia Lindqvist Tecknens rike                            | – | –                                                                                  |